# Dang Qiu
Dang Qiu (Nürtingen, 29 de octubre de 1996) es un jugador de tenis de mesa alemán.

## Palmarés internacional
| Campeonato Mundial | Campeonato Mundial | Campeonato Mundial | Campeonato Mundial   |
| Año                | Lugar              | Medalla            | Prueba               |
| ------------------ | ------------------ | ------------------ | -------------------- |
| 2022               | Chengdu            | Medalla de plata   | Equipo               |
| Campeonato Europeo |                    |                    |                      |
| Año                | Lugar              | Medalla            | Prueba               |
| 2020               | Varsovia           | Medalla de oro     | Dobles mixto         |
| 2021               | Cluj-Napoca        | Medalla de oro     | Equipo               |
| 2022               | Múnich             | Medalla de oro     | Individual masculino |